# Helga Gråkullas borg
Helga Gråkullas borg eller Helga Gråkollas borg är en fornborg i Tösse socken, Dalsland som är belägen på en brant klippa utmed Vänerns kust. En vall, cirka 170 meter lång sträcker sig runt stora delar av bergskrönet dock med avsaknad i söder. Vallen är 1–4 meter bred och ungefär 1 meter hög och består av stenar som är cirka 0,2-0,5 m stora, den är på många ställen kraftigt övertorvad.

## Sägnen om Helga Gråkulla
Borgen har fått sitt namn av en enligt folksaga from stridsjungfru som skall ha kallats Helga Gråkulla. Hon skall ha härskat på platsen i svunnen tid och låtit sig blivit begravd i ett närliggande röse jämte sitt dyrbara svärd.